# غريمياتشينسك
غريمياتشينسك (بالروسية: Гремячинск) هي مدينة روسية تقع في إقليم بيرم كراي الذي هو أحد كيانات روسيا الاتحادية. يتناقص عدد سكان المدينة بشكل مطرد، الذي كان ذات يوم يبلغ قوامه 40 ألف نسمة، بقي 8.360 شخص فقط في عام 2021. كل هذا مرتبط بالمشكلة النموذجية لما يسمى بحوض الفحم. حيث تم بناء المدينة حول الكثير المناجم لاستخراج الفحم سنة 1941، عندما كانت هناك حاجة للفحم من قبل الدولة السوفيتية. مع التطور الاقتصادي وإغلاق المناجم، أصبحت المنطقة مكتئبة، وعدد السكان ينخفض بشكل مطرد بسبب الوضع الاقتصادي الذي سببه اغلاق معضم المناجم.

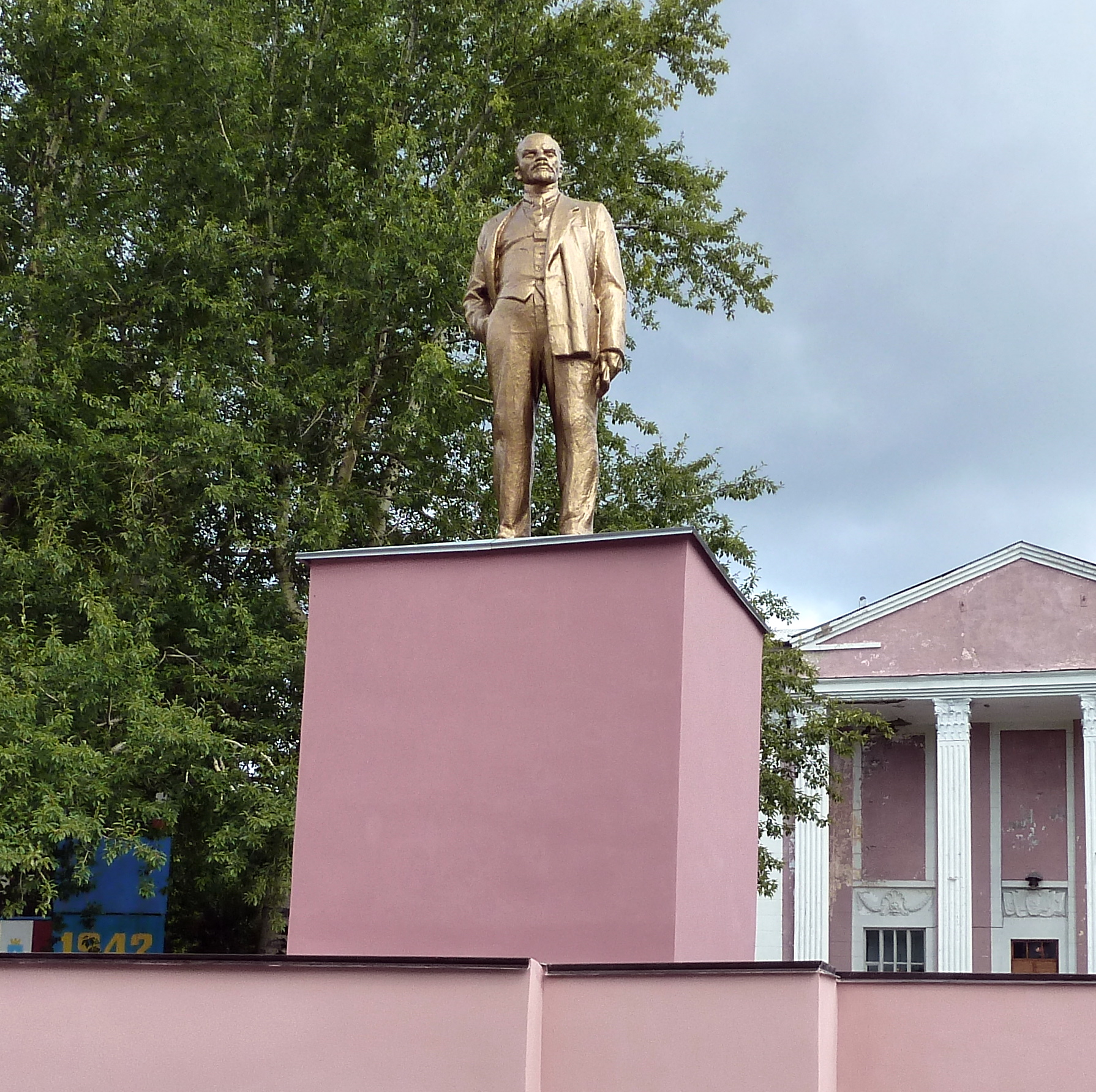
نصب تذكاري للروسي فلاديمير لينين بمدينة غريمياتشينسك